# Charlie Cox

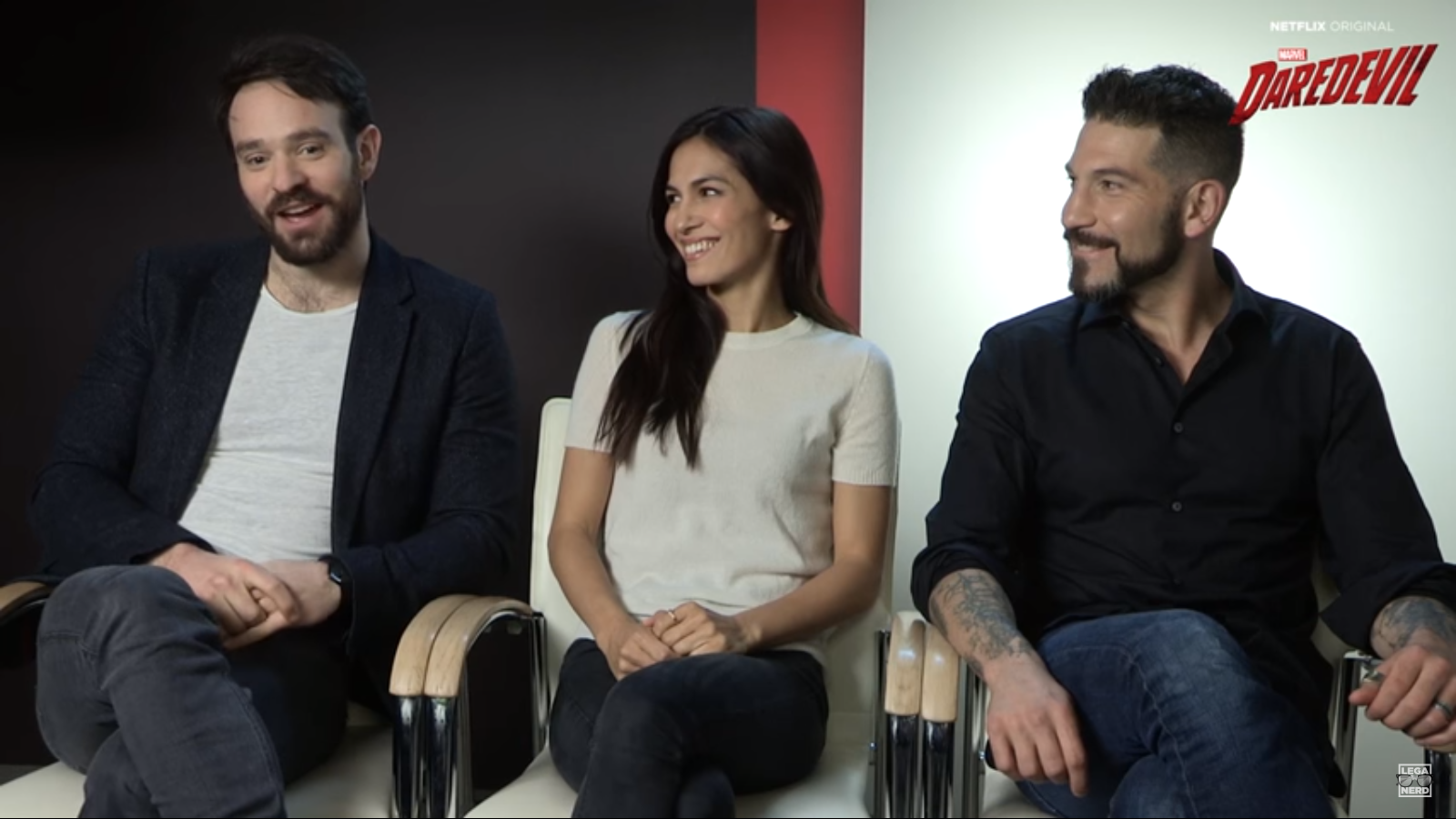
Charlie Cox, Elodie Yung i Jon Bernthal - obsada serialu Daredevil

Charlie Thomas Cox (ur. 15 grudnia 1982 w Londynie) – angielski aktor, odtwórca roli Matta Murdocka (Daredevila) w adaptacjach komiksów Marvela.

## Życiorys

### Wczesne lata
Urodził się w Londynie w rodzinie katolickiej jako najmłodsze z piątki dzieci Patricii (z domu Harley) i Andrew Fredericka Seafortha Coxa, który był publicystą. Miał jednego brata, Toby’ego (ur. 1974) i troje przyrodniego rodzeństwa z pierwszego małżeństwa ojca: dwie siostry - Emmę i Zoë oraz brata Olliego. Wychowywał się w East Sussex. Jako dziecko uczęszczał do Ashdown House oraz Sherborne School w Dorset. Aktorstwa uczył się w Bristol Old Vic Theatre School.

### Kariera
Debiutował w melodramacie Kropka nad i (Dot the I, 2003) u boku Gaela Bernala Garcii i Jamesa D’Arcy’ego. Wkrótce potem dołączył do obsady komedii romantycznej Things to Do Before You're 30 (2004) z Dougrayem Scottem. Następnie pojawił się w adaptacji szekspirowskiej Kupiec wenecki (The Merchant of Venice, 2004) jako Lorenzo, obok takich sław jak Al Pacino, Jeremy Irons i Joseph Fiennes.
Swoją pierwszą główną rolę otrzymał w komedii romantycznej Casanova (2005), gdzie zagrał brata Sienny Miller. Ponadto można go było zobaczyć na małym ekranie, wystąpił bowiem w brytyjskim dramacie kryminalnym Inspektor Lewis (Lewis, 2006). Powrócił na kinowy ekran w dreszczowcu fantastycznonaukowym BBC Jak dla Andromedy (A for Andromeda, 2006).
Przełom w karierze przyniosła mu rola Tristana Thorna w amerykańsko-brytyjskiej produkcji Gwiezdny pył (Stardust, 2007) u boku Michelle Pfeiffer, Roberta De Niro oraz Claire Danes.

## Filmografia

### Filmy
- Kropka nad i (Dot the i) (2003) jako Theo
- Things To Do Before You're 30 (2004) jako Danny
- Kupiec wenecki (2004) jako Lorenzo
- Tis Pity She's A Whore (2005) jako Giovanni
- Casanova (2005) jako Giovanni Bruni
- Lewis (2006) jako Danny Griffon
- Tyrant Biały (Tirante el Blanco, 2006) jako Diafebus
- A For Andromeda (2006) jako Dennis Bridger
- Gwiezdny pył (2007) jako Tristian Thorn
- Stone of Destiny (2008) jako Ian Hamilton
- Gdy budzą się demony (2011) jako Josemaría
- Teoria wszystkiego (The Theory of Everything, 2014) jako Jonathan Jones
- Eat Locals (2017) jako Henry
- Król złodziei (King of Thieves, 2018) jako Basil
- Spider-Man: Bez drogi do domu (Spider-Man: No Way Home, 2021) jako Matt Murdock

### Seriale TV
- Sędzia John Deed (Judge John Deed, 2002) jako młody wikariusz
- Downton Abbey (2010) jako Duke of Crowborough
- Zakazane imperium (Boardwalk Empire, 2011) jako Owen Sleater
- Daredevil (2015–2018) jako Matt Murdock / Daredevil
- Defenders (2017) jako Matt Murdock / Daredevil
- Mecenas She-Hulk (2022) jako Matt Murdock / Daredevil
- Echo (2024) jako Daredevil
- Spider-Man: przyjazny pająk z sąsiedztwa (2025): Daredevil (głos)
- Daredevil: Odrodzenie (od 2025) jako Matt Murdock / Daredevil

### Gry komputerowe
- Clair Obscur: Expedition 33 (2025) jako Gustave (głos)